# 938

## Догађаји
- Лето – Мађарска војска напада северну Италију уз дозволу краља Ига од Италије. Они прелазе Апенине и пљачкају лангобардске земље у Тоскани, Лацију и Кампанији. Коначно, Мађари су поражени код Волфенбитела од саксонске војске.
- јул – Краљ Отон I опседа тврђаву Ересбург. Побеђује свог полубрата Тханкмара и убија га док покушава да пронађе уточиште. Еберхард III, војвода од Франконије, протеран је и замењен је његовим ујаком Бертолдом.
- Краљ Отон I побеђује у два похода низ устанака у Саксонији, Франконији и Лотарингији. Он потписује „пакт о пријатељству” са краљем Лујем IV Западнофраначког краљевства.
- Битка код Бах Данга: Снаге Тинх Хаи Куана под влашћу Нго Куиен-а су победиле инвазијску силу државе Јужни Хан код реке Бах Данг. Ово је окончало кинеску царску доминацију у Вијетнаму после скоро 1.000 година.
- Шеснаест префектура, које обухватају област око данашњег Пекинга, апсорбоване су у Китанско царство.

## Рођења
- Википедија:Непознат датум — Иго Капет, француски краљ (†996.)